# Tolmács

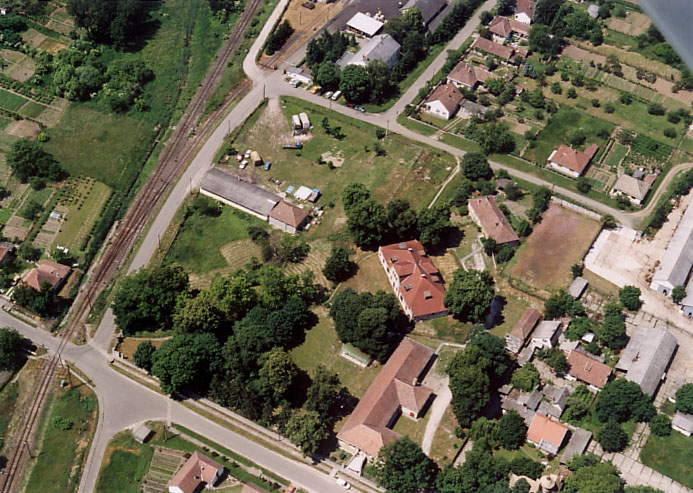
pałac w Tolmács i fragment osady z lotu ptaka

Tolmács – wieś i gmina w północnej części Węgier, w pobliżu miasta Rétság. Miejscowość leży na obszarze Średniogórza Północnowęgierskiego, w pobliżu granicy ze Słowacją. Administracyjnie należy do powiatu Rétság, wchodzącego w skład komitatu Nógrád.
Gmina Tolmács liczy 721 mieszkańców (2009) i zajmuje obszar 12,24 km².